# Stretto di Gerlache
Lo stretto di Gerlache è uno stretto che costeggia la costa orientale della Terra di Graham, separando da essa l'arcipelago Palmer, nella porzione settentrionale della Penisola Antartica. Le coste dello stretto, che misura circa 100 km di lunghezza in direzione nord/ovest-sud/est, estendendosi tra la penisola Whittle a nord e la penisola Kiev a sud, e la cui larghezza arriva a oltre 40 km, sono ricche di baie e cale, tra cui la baia di Charlotte, la baia di Wilhelmina e la baia Flandres, all'interno di cui si gettano numerosi ghiacciai, come il Miethe, il Poduene e il Vidbol.

## Geologia
Nell'area dello stretto di Gerlache sono indentificabili quattro blocchi tettonici, circondati da due sistemi di faglie a scorrimento laterale venutisi a creare nel Cenozoico. Tra le faglie longitudinali più significative ci sono la faglia di Neumayer, che si estende in direzione sudovest-nordest dal canale di Peltier attraverso l'isola Wiencke, la faglia di Fournier, anch'essa orientata in direzione sudovest-nordest, che si estende parallelamente allo stretto di Gerlache e che attraversa l'isola Anvers, mentre le faglie trasversali includono la faglia del canale di Schollaert, che si estende in direzione est-ovest e attraversa le isole Brabant e Wiencke. I quattro blocchi sono il blocco della costa di Danco, che si estende tra capo Willems e la baia di Wilhelmina, il blocco dell'isola Brabant, che comprende la parte meridionale dell'isola, il blocco del canale di Neumayer, delimitato dalle due sopraccitate faglie di Nuemayer e di Fournier, e il blocco delle isole Anvers-Melchior, che include la parte nord-occidentale dell'isola Anver e le isole Melchior.

## Storia
La zona dello stretto fu esplorata nel gennaio e febbraio 1898 dalla spedizione belga in Antartide, effettuata fra il 1897 ed il 1899, che fu la prima spedizione invernale nell'Antartide e che fu comandata dal tenente Adrien de Gerlache. Proprio quest'ultimo decise di battezzare lo stretto come "stretto Belgica", in onore della Belgica, la nave della spedizione. Tuttavia lo stretto fu in seguito ribattezzato proprio in onore di Gerlache. Nel corso della stessa spedizione, il biologo Emil Racoviță effettuò diverse scoperte, inclusa quella di un moscerino incapace di volare che fu in seguito ufficialmente chiamato Belgica antarctica dall'entomologo belga Jean-Charles Jacobs e che è il più grande animale terrestre endemico del continente antartico.